# Aleksandr Pavlovsky
Aleksandr Pavlovsky (n. 14 iulie 1936, Miensk, RSS Bielorusă, URSS – d. 4 iulie 1977) a fost un scrimer ce a reprezentat Uniunea Republicilor Sovietice Socialiste, medaliat olimpic. A participat la o ediție a Jocurilor Olimpice (1960) în care a câștigat o medalie de bronz.

## Participări
Lista de mai jos prezintă principalele competiții la care a participat Aleksandr Pavlovsky de-a lungul carierei.
- fencing at the 1960 Summer Olympics – men's team épée[*]